# 獅子座56
獅子座56，又名BD+06 2369，HD 94705、SAO 118576、HR 4267，是獅子座的一颗恒星，视星等为5.81，位于銀經245.05，銀緯55.5，其B1900.0坐标为赤經10h 50m 49.9s，赤緯+6° 55.5′ 9″。